# Электролитический конденсатор

Обозначение на электрических схемах

Электролити́ческие конденсаторы (оксидные) — разновидность конденсаторов, в которых диэлектриком между обкладками является плёнка оксида металла,
где анод выполнен из металла, а катод представляет собой твёрдый, жидкий или гелевый электролит.
Слой оксида на поверхности анода получают методом электрохимического анодирования, что обеспечивает высокую однородность по толщине и диэлектрическим свойствам диэлектрика конденсатора. Технологическая лёгкость получения тонкой однородной плёнки диэлектрика на большой площади электрода позволила наладить массовое производство дешёвых конденсаторов с весьма высокими значениями показателями электрической ёмкости.

## Общие сведения

Принцип формирования оксидного слоя на обкладке конденсатора при изготовлении

Зависимость толщины оксидного слоя и удельной ёмкости от напряжения при электролитической формовке алюминия

Наибольшее распространение получили алюминиевые электролитические конденсаторы, в которых в качестве одной из обкладок применяется алюминиевая фольга. Также распространены танталовые и ниобиевые электролитические конденсаторы, в которых металлическим электродом выступает пористая металлическая губка из тантала или ниобия, поверхность которой покрыта оксидными плёнками. Второй обкладкой электролитического конденсатора служит жидкий или твёрдый электролит — вещество или композиция веществ, обеспечивающих электропроводность и сохранение оксидной плёнки.
Электрохимические процессы получения и стабилизации оксидной плёнки диэлектрика требуют определённой полярности напряжения на границе металл-электролит. Металлический электрод должен быть анодом (то есть обладать положительным потенциалом), а электролит — катодом (отрицательный потенциал). Несоблюдение полярности вызывает потерю диэлектрических свойств оксидной плёнки и возможное короткое замыкание между обкладками. Если источник этого отрицательного напряжения не ограничивает ток на безопасном низком уровне, то электролит нагреется протекающим током, закипит и давление образующихся газов разорвёт корпус конденсатора. Выпускаются и так называемые неполярные электролитические конденсаторы, в которых конструктивно размещено два встречно-последовательно включённых обычных полярных электролитических конденсатора, которые допускают изменение полярности приложенного напряжения.
Состав электролита подбирается таким образом, чтобы в процессе работы восстанавливались мелкие повреждения в оксидной плёнке электрохимическим анодированием при рабочих напряжениях конденсатора. Однако при этом химическом процессе электролиза выделяется газ, давление которого приводит к вздутию корпуса и даже его возможному разрыву. Также к вскипанию электролита может приводить большой ток через конденсатор, например при обратной полярности включения или при протекании большого реактивного тока при больших пульсациях напряжения на конденсаторе.
Для конденсаторов с жидким электролитом существует проблема высыхания, когда растворитель из электролита испаряется из конденсатора через неплотности герметизации корпуса. При высыхании конденсатор теряет ёмкость и увеличивается последовательное паразитное сопротивление.

## Конструкция электролитического конденсатора
Электролитические конденсаторы устроены, как правило, следующим образом: слой электролита заключается между электродами с металлическим типом проводимости, один из которых покрыт тонким слоем диэлектрика (оксидной плёнкой). За счёт чрезвычайно малой толщины диэлектрика, ёмкость конденсатора достигает значительных величин. Однако, соприкосновение двух проводящих пластин, разделённых тонким диэлектриком не является идеальным, для устранения воздушного зазора, в пространство между пластинами вводят электролит.
По типу наполнения электролитом электролитические конденсаторы можно разделить на: жидкостные, сухие, оксидно-полупроводниковые и оксидно-металлические.
В жидкостных конденсаторах используют жидкий электролит, для увеличения ёмкости анод изготавливают объёмно-пористым, например, путём прессования порошка металла и спекания его при высокой температуре.
В сухих конденсаторах применяется вязкий электролит. В этом случае конденсатор, изготавливается из двух лент фольги (оксидированной и неоксидированной), между которыми размещается прокладка из бумаги или ткани, пропитанная электролитом.
В оксидно-полупроводниковых конденсаторах в качестве катода используется проводящий оксид (диоксид марганца).
В оксидно-металлических конденсаторах функции катода выполняет металлическая плёнка оксидного слоя.
Изготовляемые промышленностью алюминиевые электролитические конденсаторы состоят из двух тонких алюминиевых пластин фольги. Между пластинами помещается прокладка — пористая бумага, пропитанная электролитом. Фольга и прокладка сворачивается в рулон и помещается в корпус через который сделаны два электрических вывода. Под химическим действием электролита при приложении электрического напряжения поверхность алюминиевой фольги анода окисляется, — на поверхности фольги образуется тонкий слой диэлектрика — оксида алюминия.
При напряжении обратной полярности процесс регенерации диэлектрического слоя прекращается, он постепенно разрушается, приводя к повышенным значениям токов утечки, что может привести к повреждению электрической схемы, причем отказ конденсатора в сильноточных цепях сопровождается выделением тепла, выделением дыма и газов внутри конденсатора, что может привести к разрушению его корпуса. Поэтому электролитические конденсаторы предназначены для работы лишь в цепях с пульсирующим напряжением одной полярности, либо в цепях с постоянным током.

## Особенности применения электролитических конденсаторов

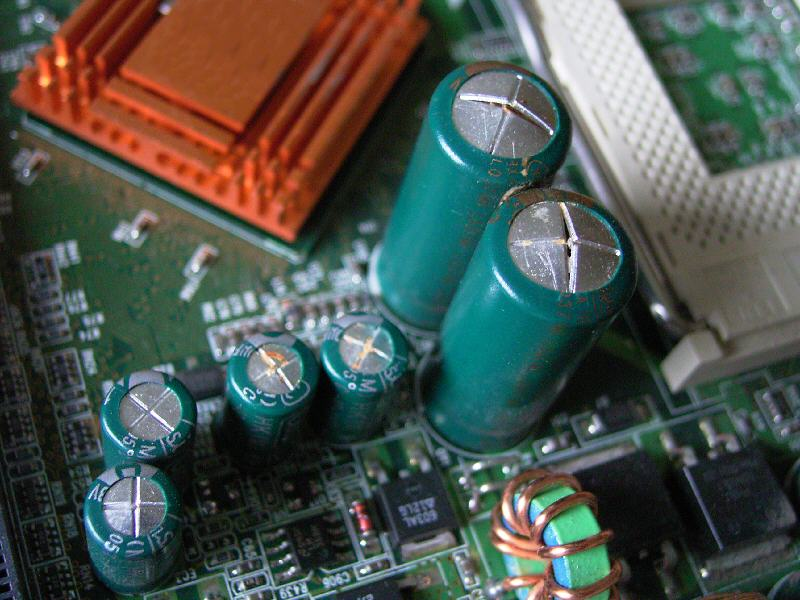
Современные конденсаторы, разрушившиеся без взрыва благодаря специальной разрывающейся конструкции верхней крышки. Конденсаторы со вздувшейся или разорванной крышкой обычно практически непригодны и требуют замены.

Электролитические конденсаторы (радиолюбители часто использует жаргонное название — «электролиты») являются низкочастотными элементами электрической цепи, их редко применяют для работы на частотах выше 30 кГц. В основном они служат для сглаживания пульсирующего тока в цепях выпрямителей переменного тока. Например, электролитические конденсаторы широко используются в звуковоспроизводящей и звукоусилительной технике. Межкаскадные в многокаскадных усилителях электролитические конденсаторы разделяют пульсирующий ток (ток звуковой частоты + постоянная составляющая) на переменную составляющую — ток звуковой частоты, который подаётся на следующий каскад усиления и постоянную составляющую, которая не проходит на последующий каскад усиления. Такие конденсаторы называют разделительными.
Электролитические конденсаторы, как компонент, в подавляющем большинстве полярны, при работе на их обкладках должно поддерживаться не изменяющее знака напряжение, что является их некоторым недостатком. Включение конденсатора в электрическую цепь с обратной к рабочей полярностью вызывает увеличение тока утечки, деградации параметров, и даже может привести к взрыву конденсатора при достаточной мощности цепи. По этой причине их можно применять только в цепях, где полярность напряжения на конденсаторе неизменна (с пульсирующим или постоянным напряжением). Существует небольшое количество неполярных электролитических конденсаторов.
Электролитические конденсаторы обладают заметным последовательным паразитным сопротивлением, которое может достигать значения порядка 1 Ом на низких частотах и это сопротивление возрастает с ростом рабочей частоты. Причина этого эффекта — сравнительно низкая проводимость и подвижность ионов электролита. Обычно состав жидкого электролита — водный раствор борнокислого аммония, борной кислоты и этиленгликоля.
Широко распространённые алюминиевые конденсаторы по сравнению с другими конденсаторами имеют некоторые специфические свойства, которые следует учитывать при их использовании. За счёт того, что алюминиевые обкладки электролитических конденсаторов скручены в рулон для помещения в цилиндрический корпус,  паразитная последовательная индуктивность увеличивается, что может быть нежелательным в ряде случаев.
На верхней части цилиндрического корпуса некоторых электролитических конденсаторов выполнена защитная насечка — предохранительный клапан. Если конденсатор работает в сильноточной цепи переменного напряжения, то он разогревается и жидкий электролит расширяется, испаряется. Корпус конденсатора может лопнуть от избыточного внутреннего давления. Поэтому и применяется защитный клапан, разрушающийся под действием избыточного давления и предотвращающий взрыв корпуса конденсатора с выпуском паров электролита наружу.
Из-за невозможности достичь достаточной герметизации корпуса в некоторых конструкциях электролитических конденсаторов жидкий электролит со временем высыхает. При этом теряется ёмкость конденсатора и увеличивается последовательное сопротивление. Также ускоренному высыханию электролита способствует повышенная температура эксплуатации. Поэтому на корпусе практически любого электролитического конденсатора обычно указывается допустимый диапазон рабочей температуры. Например, от −40 до +105 °C.
Вышедший из строя электролитический конденсатор в результате высыхания электролита в подавляющем числе случаев служит основной причиной отказа бытовой радиоэлектронной аппаратуры.